# IV/5 Dywizjon Towarzyszący
IV dywizjon towarzyszący 5 pułku lotniczego – pododdział lotnictwa Wojska Polskiego w II Rzeczypospolitej.

## Formowanie i zmiany organizacyjne
Dywizjon sformowany został na podstawie rozkazu L.dz. 4359/tj. Departamentu Dowodzenia Ogólnego MSWojsk. z 19 lipca 1937, w składzie 5 pułku lotniczego w Lidzie.
Dowództwu dywizjonu podporządkowane zostały istniejące już 53 i 56 eskadry towarzyszące oraz nowo powstała 59 eskadra towarzysząca. 53 eskadra towarzysząca stacjonowała w Wilnie na lotnisku Porubanek i podlegała dowódcy dywizjonu pod względem taktycznym, a pod względem organizacyjnym dowódcy tamtejszego lotniska. W każdej z eskadr były dwa plutony, zamiast dotychczasowych trzech.
W sierpniu 1939, z chwilą zarządzenia mobilizacji alarmowej, dowództwo dywizjonu i 59 eskadra towarzysząca zostały rozformowane, natomiast dwa pozostałe pododdziały przemianowane na 53 i 56 eskadry obserwacyjne.
W kampanii wrześniowej 1939 53 eskadra obserwacyjna walczyła w składzie lotnictwa Armii „Modlin”, a 56 eskadra obserwacyjna – Armii „Karpaty”.

## Organizacja i obsada personalna dywizjonu w 1938

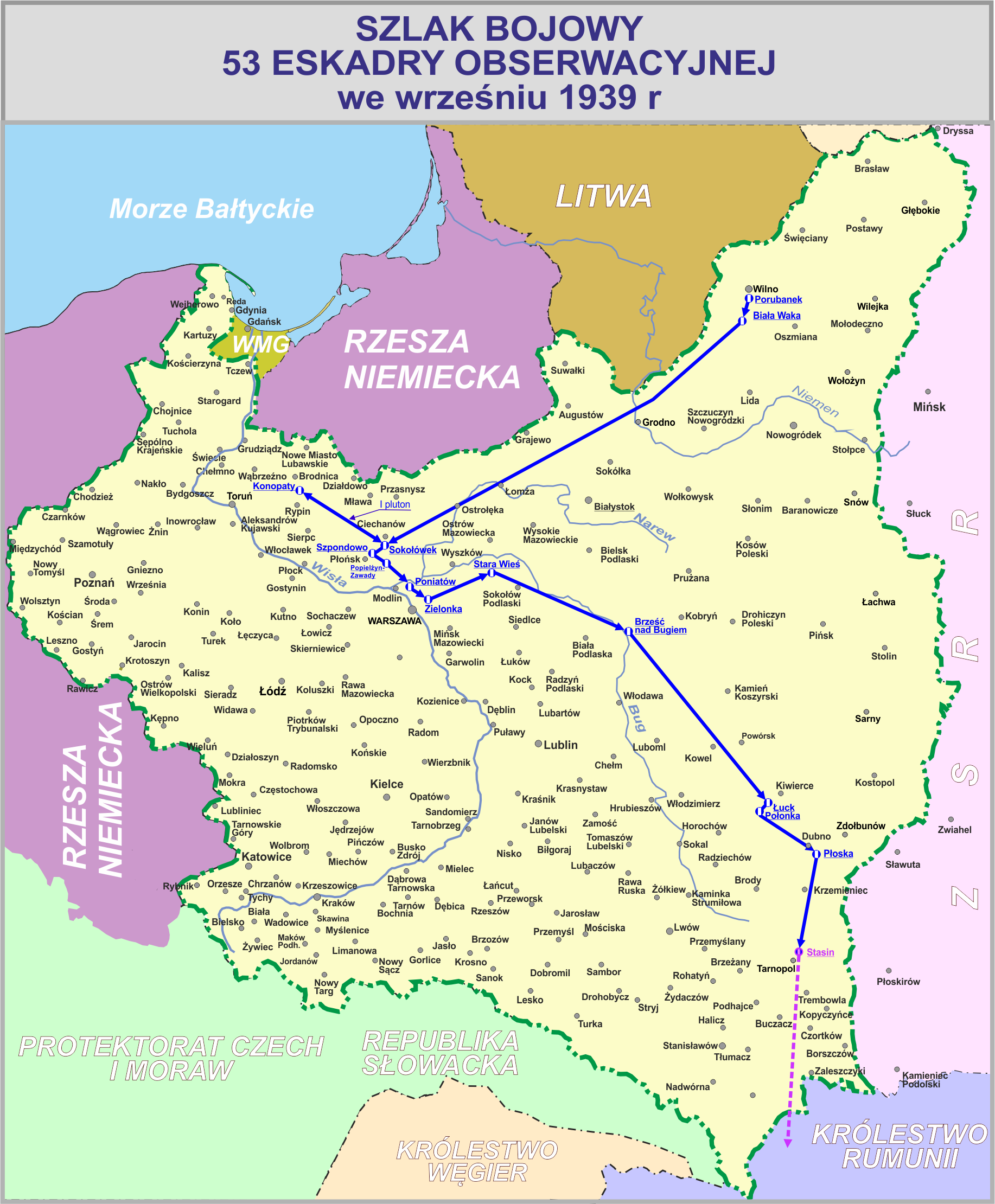

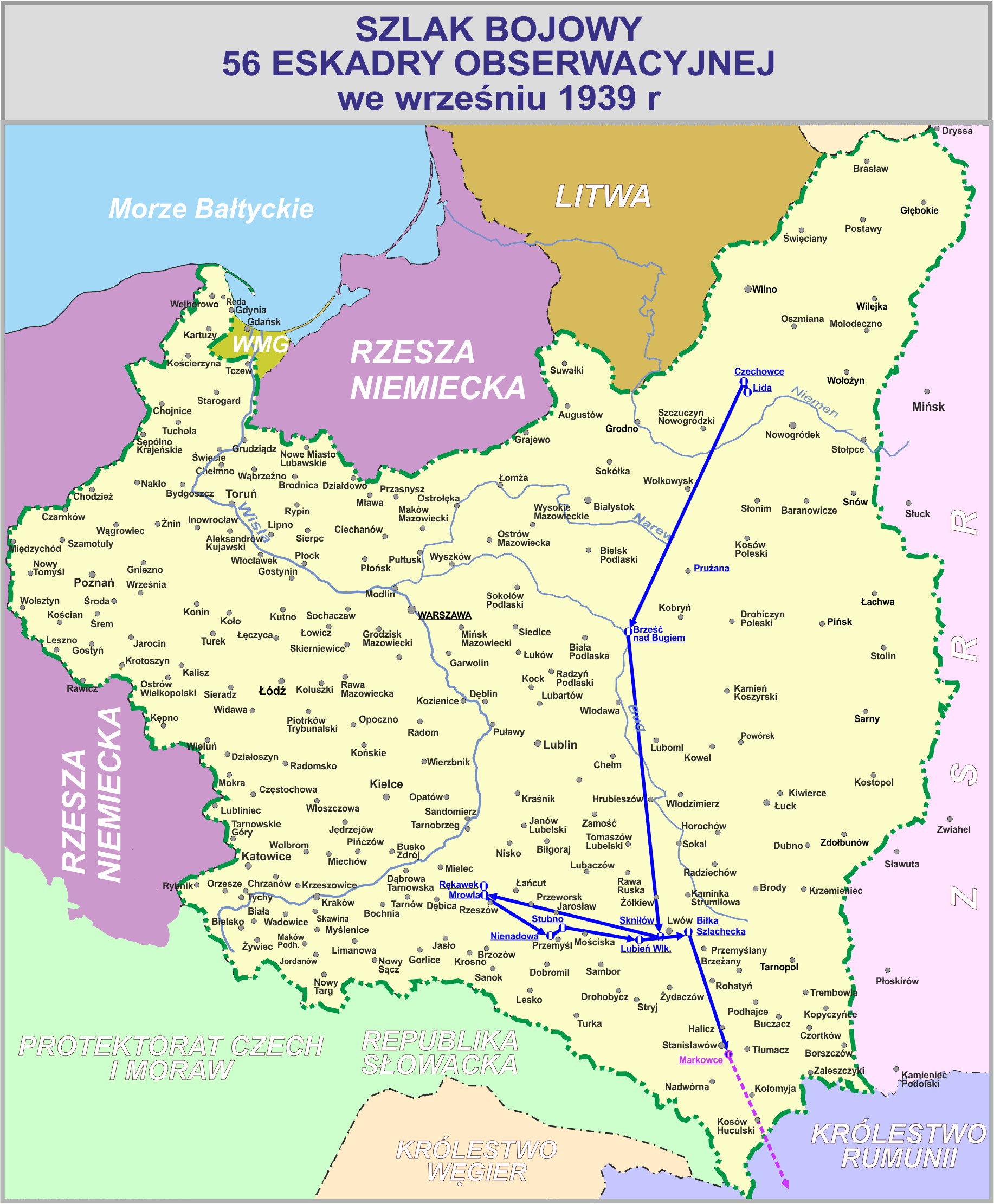

Dowództwo IV/5 dywizjonu towarzyszącego
- dowódca – mjr pil. Julian Skrzat

53 eskadra towarzysząca
- dowódca - kpt. pil. Józef Kierzkowski
- dowódca I/53 plutonu - por. obs. Stanisław Sawczyński
- dowódca II/53 plutonu - kpt. obs. Marian Kucharski

56 eskadra towarzysząca
- dowódca - kpt. pil. Janusz Araszkiewicz
- dowódca I/56 plutonu - por. obs. Józef Eckhardt
- dowódca II/56 plutonu - por. obs. Eugeniusz Arciuszkiewicz

59 eskadra towarzysząca
- dowódca - kpt. obs. Stanisław Maziarz
- dowódca I/59 plutonu - por. obs. Eugeniusz Paszkowski
- dowódca II/59 plutonu - kpt. obs. Zygmunt Natkański